# Strotometra priamus
Strotometra priamus is een haarster uit de familie Charitometridae.
De wetenschappelijke naam van de soort werd in 1912 gepubliceerd door Austin Hobart Clark.